# Hakeem Olajuwon
Hakeem Olajuwon (* 21. ledna 1963, Lagos) je bývalý americký basketbalový pivotman nigerijského původu. Měří 213 centimetrů.
V roce 1980 odešel z Nigérie do USA, kde hrál za University of Houston. V roce 1984 ho draftoval klub National Basketball Association Houston Rockets. V roce 1986 hrál Olajuwon s Rockets finále NBA a v letech 1994 a 1995 celou soutěž vyhrál. V sezoně 1993/94 získal cenu Nejužitečnější hráč NBA, ve stejné sezóně byl také zvolen nejlépe bránícím hráčem a nejlepším hráčem finálové série (je jediným v historii NBA, který všechny tři ceny obdržel ve stejném roce). V roce 1993 získal americké občanství a byl členem mužstva známého jako Dream Team III, které vybojovalo zlato na domácí olympiádě 1996. V roce 1996 byl zvolen mezi Padesát nejlepších hráčů v historii NBA. V roce 2001 přestoupil z Houstonu do týmu Toronto Raptors a o rok později ukončil kariéru. Celkově zaznamenal v NBA 26 946 bodů (průměr 21,8 na zápas) a šestkrát byl zařazen do nejlepšího týmu sezóny All-NBA Team (1987, 1988, 1989, 1993, 1994, 1997).